# Sayer Bay
Die Sayer Bay ist eine Bucht an der Nordküste von Coronation Island im Archipel der Südlichen Orkneyinseln. Sie liegt unmittelbar östlich des Crown Head.
Das UK Antarctic Place-Names Committee benannte sie 2017 nach Robert Sayer (1725–1794), einem Herausgeber von Land- und Seekarten.